# Verneanka, Lîpoveț
Verneanka (în ucraineană Вернянка) este un sat în comuna Popivka din raionul Lîpoveț, regiunea Vinnița, Ucraina.

## Demografie
Componența lingvistică a localității Verneanka
     Ucraineană (96%)
     Rusă (4%)
Conform recensământului din 2001, majoritatea populației localității Verneanka era vorbitoare de ucraineană (96%), existând în minoritate și vorbitori de rusă (4%).